# Elektriskt slutbleck

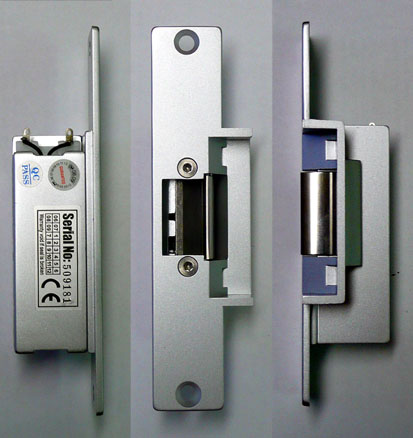
Elektrisk slutbleck

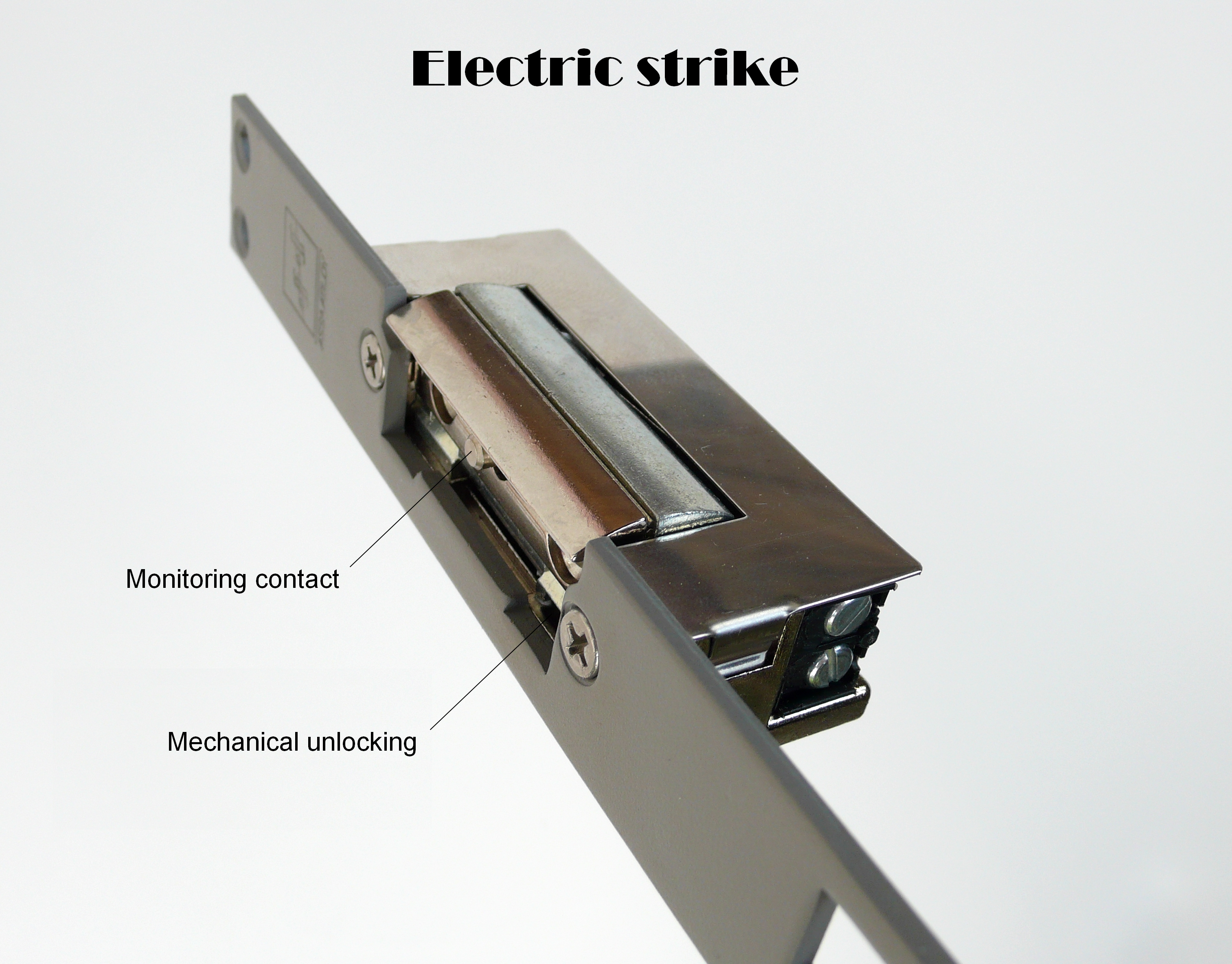
Elektriskt slutbleck med kontrollsensor

Elektriskt slutbleck är ett elektromekaniskt lås som kan användas för elektronisk styrning av dörröppning.